# سزار سیراو لوکا
سزار سیراو لوکا بازیکن فوتبال اهل برزیل است 